# Comarca de Lisboa Oeste
A comarca de Lisboa Oeste é uma comarca integrada na divisão judiciária de Portugal. Tem sede na vila de Sintra.
A comarca abrange uma área de 778 km² e tem como população residente 1 008 255 habitantes (2011).
Integram a comarca de Lisboa Oeste os municípios seguintes:
- Sintra
- Amadora
- Cascais
- Mafra
- Oeiras

A comarca de Lisboa Oeste integra a área de jurisdição do Tribunal da Relação de Lisboa.